# Chen Dequan
Chen Dequan (cinese: 陳德全; Liaoning, 30 agosto 1995) è un pattinatore di short track cinese.

## Palmarès

### Olimpiadi
- 2 medaglie:
  - 1 argento (5000 m staffetta a Pyeongchang 2018).
  - 1 bronzo (5000 m staffetta a Soči 2014).

### Mondiali juniores
- 1 medaglia:
  - 1 argento (3000 m staffetta a Melbourne 2012).